# La Guancha
La Guancha es una localidad y municipio español perteneciente a la isla de Tenerife, en la provincia de Santa Cruz de Tenerife, comunidad autónoma de Canarias. La capital municipal está localizada en el casco urbano de La Guancha, situado a unos 430 m s. n. m.

## Toponimia
El nombre del municipio proviene de su capital administrativa, que a su vez deriva de un topónimo de la zona. Este topónimo alude, según la tradición, a un episodio de la conquista de la isla. Estando los castellanos haciendo batidas por la zona encuentran a una mujer guanche recogiendo agua cerca de una fuente, a la que persiguen. La joven prefiere lanzarse por un barranco antes de ser apresada, dando los conquistadores el nombre de Fuente de la Guancha al lugar a partir de ese momento.

## Símbolos

### Escudo
El escudo heráldico municipal fue aprobado por el Gobierno de Canarias por Orden de 3 de diciembre de 1991, siendo su descripción la que sigue: «En el campo de plata, un pino (Pinus canariensis) de sinople (verde), terrazado al natural y con el Teide al fondo. Desde unas peñas, situadas en el cantón siniestro, sale un torrente de agua de plata que discurre por toda la terraza y se pierde por la punta del escudo. Bordura de ocho piezas, cuatro de gules, que corresponden a los cantones, con una espiga de trigo de oro, y cuatro de oro, correspondientes al jefe, punta y flancos, con un racimo de uvas al natural. Tenantes: dos mujeres aborígenes canarias que sostienen en un brazo y a la cintura un cuenco de barro, y la otra mano apoyada en los flancos del escudo, descansando los pies en una cinta de gules (rojo) con el siguiente lema, en letras de oro "Nombre te dieron agua y mujer". Timbre: corona real cerrada.»

### Bandera
La bandera de La Guancha fue aprobada también por el Gobierno de Canarias por la misma Orden de 3 de diciembre de 1991.
«El largo de la bandera ha de ser vez y media (1 y 1/2) de su altura. El paño ha de ser verde esmeralda con una barra (franja que parte del ángulo inferior izquierdo al superior derecho) de color blanco, y con un ancho igual a un tercio (1/3) de la altura. Si la bandera ostentara escudo, éste deberá colocarse en el centro del paño de la misma.»

### Pendón
El municipio posee asimismo pendón, aprobado por la misma Orden de 3 de diciembre de 1991:
«Paño de seda o raso verde esmeralda vez y media (1 y 1/2) más largo que ancho. En el centro un rectángulo de seda o raso blanco, y cuyo largo ha de ser dos tercios (2/3) del ancho del pendón, y 5/9 de este para el ancho. En el centro de este paño blanco habrá de ir bordado en sus esmaltes y metales el Escudo Heráldico Municipal ocupando toda su superficie. Borde de flecos de seda torcidos de plata y sinople (verde) de 8 cm de largo, bordeando todos los extremos del pendón, a excepción del que va unido al asta. De la parte superior del asta penden dos cordones de 3 m cada uno rematados en su parte inferior por dos borlas, igualmente de hilos de plata y sinople, para ser portados por miembros de la Corporación, en los desfiles donde acuda esta con el pendón.»

## Geografía
Está situado en el noroeste de la isla, limitando con los municipios de Icod de los Vinos, La Orotava y San Juan de la Rambla.
Posee una superficie de 23,78 km², ocupando el 24.º puesto en extensión de la isla y el 30.º de la provincia.
La máxima altitud del municipio se localiza en la elevación conocida como Montaña Negra con 2.107 m s. n. m.

### Orografía
Las tierras de La Guancha se extienden desde las laderas del Teide hasta el mar, en una franja estrecha de terreno.
Topográficamente presenta dos zonas: una costera, con pendientes más suaves, inferiores en su mayoría en el 10% de desnivel; otra alta, por encima de los 300-400 m s. n. m. donde la inclinación llega a alcanzar y superar el 20%. Algunos barrancos, entre los que destaca los de La Atalaya y de La Arena, discurren por la zona alta del municipio.

### Clima
La Guancha ofrece los tres pisos típicos de los municipios de barlovento: una zona baja, más o menos cálida; una media, con incidencia del alisio y descanso gradual de las temperaturas; y otra de cumbres. En la zona media, en torno a los 500 m, donde está situada la capital municipal, las precipitaciones y temperaturas medias anuales superan los 550 mm en el primer caso y se aproximan a los 16 °C en el segundo.
| Parámetros climáticos promedio de La Guancha (1991-2021) | Parámetros climáticos promedio de La Guancha (1991-2021) | Parámetros climáticos promedio de La Guancha (1991-2021) | Parámetros climáticos promedio de La Guancha (1991-2021) | Parámetros climáticos promedio de La Guancha (1991-2021) | Parámetros climáticos promedio de La Guancha (1991-2021) | Parámetros climáticos promedio de La Guancha (1991-2021) | Parámetros climáticos promedio de La Guancha (1991-2021) | Parámetros climáticos promedio de La Guancha (1991-2021) | Parámetros climáticos promedio de La Guancha (1991-2021) | Parámetros climáticos promedio de La Guancha (1991-2021) | Parámetros climáticos promedio de La Guancha (1991-2021) | Parámetros climáticos promedio de La Guancha (1991-2021) | Parámetros climáticos promedio de La Guancha (1991-2021) |
| Mes                                                      | Ene.                                                     | Feb.                                                     | Mar.                                                     | Abr.                                                     | May.                                                     | Jun.                                                     | Jul.                                                     | Ago.                                                     | Sep.                                                     | Oct.                                                     | Nov.                                                     | Dic.                                                     | Anual                                                    |
| -------------------------------------------------------- | -------------------------------------------------------- | -------------------------------------------------------- | -------------------------------------------------------- | -------------------------------------------------------- | -------------------------------------------------------- | -------------------------------------------------------- | -------------------------------------------------------- | -------------------------------------------------------- | -------------------------------------------------------- | -------------------------------------------------------- | -------------------------------------------------------- | -------------------------------------------------------- | -------------------------------------------------------- |
| Temp. máx. media (°C)                                    | 13.6                                                     | 13.5                                                     | 15.1                                                     | 16.4                                                     | 18.6                                                     | 21.6                                                     | 23.8                                                     | 24.2                                                     | 22.3                                                     | 19.3                                                     | 16.1                                                     | 14.6                                                     | 18.3                                                     |
| Temp. media (°C)                                         | 11.1                                                     | 10.8                                                     | 12.1                                                     | 13.3                                                     | 15.2                                                     | 17.8                                                     | 19.8                                                     | 20.3                                                     | 18.9                                                     | 16.5                                                     | 13.7                                                     | 12.2                                                     | 15.1                                                     |
| Temp. mín. media (°C)                                    | 9.2                                                      | 8.7                                                      | 9.6                                                      | 10.7                                                     | 12.4                                                     | 14.8                                                     | 16.8                                                     | 17.3                                                     | 16.4                                                     | 14.3                                                     | 11.9                                                     | 10.4                                                     | 12.7                                                     |
| Precipitación total (mm)                                 | 30                                                       | 37                                                       | 33                                                       | 18                                                       | 5                                                        | 1                                                        | 0                                                        | 3                                                        | 10                                                       | 31                                                       | 32                                                       | 62                                                       | 262                                                      |
| Fuente: Climate-data.org                                 |                                                          |                                                          |                                                          |                                                          |                                                          |                                                          |                                                          |                                                          |                                                          |                                                          |                                                          |                                                          |                                                          |

### Flora
Excepción hecha de los fondos de los barrancos y laderas de umbría, y debido a su inaccesibilidad o dificultad para el cultivo, en las tierras situadas por debajo de los 1000 m s. n. m. la vegetación ha desaparecido; tan solo algunas pequeñas comunidades de plantas halófilas en el litoral y jarales entre los 200 y 300 m han resistido la acción humana.
El pinar de La Guancha domina el espacio por encima de los 1000 m, aunque desciende hasta los 400 m por debajo del propio casco, siguiendo el barranco de La Gotera, en la franja occidental del municipio.

### Geología
Los terrenos de La Guancha están constituidos por traquitas de emisiones tipo Montaña Rajada de las series recientes sálicas.

### Espacios protegidos
La Guancha posee superficie de los espacios naturales protegidos del parque natural de la Corona Forestal y del parque nacional del Teide.
Ambos espacios se incluyen asimismo en la Red Natura 2000 como Zonas Especiales de Conservación y Zonas de Especial Protección para las Aves. Además, tanto la franja litoral entre la zona de Las Puntas y la punta del Guindaste, en Los Realejos, como el acantilado de Los Perros están declarados Zonas Especiales de Conservación por la presencia de hábitats de cuevas marinas sumergidas o semisumergidas y acantilados con vegetación de las costas macaronésicas.
El municipio cuenta también con el monte de utilidad pública denominado Pinar.

## Historia

### Etapa guanche: antes del sigloxv
El territorio donde se encuentra el municipio perteneció en la época guanche al reino o menceyato de Icod.

### Conquista y colonización europeas: siglosxvyxvi
Acabada la conquista de la isla en 1496, las tierras del moderno término municipal fueron repartidas por el nuevo gobernador Alonso Fernández de Lugo. La zona comenzó a poblarse sobre todo por grancanarios y portugueses, construyéndose una ermita dedicada a Santa Catalina Mártir hacia 1510 en la costa.
En 1579 se levanta una nueva ermita en la zona de la Fuente de la Guancha, dedicándose al Dulce Nombre de Jesús.

### Antiguo Régimen: siglosxviiyxviii
El 20 de junio de 1630 el obispo de Canarias Cristóbal de la Cámara y Murga eleva al rango de parroquia la ermita de La Guancha, siendo segregada de la de San Marcos de Icod.
En 1676 el lugar es descrito por el historiador Juan Núñez de la Peña de la siguiente forma:

FUENTE DE LA GUANCHA. Este lugar de la Fuente de la Guancha, está cerca de la Rambla, tiene muy buenas heredades, su razonable Iglesia, con su Cura, tiene Alcalde.
Juan Núñez de la Peña, 1676.

En 1768 se constituye la primera junta municipal o ayuntamiento gracias a las reformas administrativas emprendidas por el rey Carlos III, que crea los oficios públicos de síndico personero, diputado del común y fiel de fechos, que son elegidos por los vecinos mediante sufragio censitario. A partir de 1772 también los alcaldes son elegidos por este sistema.
José de Viera y Clavijo, en su obra Noticias de la historia general de las Islas Canarias, dice del lugar a finales del siglo xviii:

LA FUENTE DE LA GUANCHA. Este lugar queda a media legua del antecedente, hacia la cumbre. Es frío y destemplado. Tiene iglesia pobre, con cura provisión del obispo. Compónese la jurisdicción de 1.135 personas. Las casas están esparcidas por las heredades. Abunda en papas o patatas.
José de Viera y Clavijo, 1772-1773.

## Demografía
La Guancha cuenta con una población de 5593 habitantes (INE 2024).
| Gráfica de evolución demográfica de La Guancha entre 1842 y 2021                                                                                             |
| |
| Población de derecho según los censos de población del INE Población de hecho según los censos de población del INEEn este censo se denominaba Guanche: 1842 |

A 1 de enero de 2013 La Guancha tenía un total de 5448 habitantes, ocupando el 24.º puesto en número de habitantes de la isla de Tenerife y el 30.º de la provincia de Santa Cruz de Tenerife.
La población relativa era de 229,1 hab./km².
Por edades existía un 67 % de personas entre 15 y 64 años, un 19 % mayor de 65 años y un 14 % entre 0 y 14 años. Por sexos contaba con 2681 hombres y 2767 mujeres. En cuanto al lugar de nacimiento, el 90 % de los habitantes del municipio eran nacidos en Canarias, de los cuales el 68 % había nacido en otro municipio de la isla, el 31 % en el propio municipio y un 1 % procedía de otra isla del archipiélago. El resto de la población la componía un 2 % de nacidos en el resto de España y un 8 % de nacidos en el Extranjero, de los cuales el 68 % era originario de América y un 30 % del resto de Europa.
| Entidad singular               | Habitantes |
| ------------------------------ | ---------- |
| El Convento                    | 46         |
| Las Crucitas                   | 64         |
| La Guancha (capital municipal) | 3.241      |
| Hoya los Pablos                | 88         |
| Llano de Méndez                | 27         |
| Lomo Blanco                    | 7          |
| Las Longueras                  | 111        |
| Las Montañetas                 | 108        |
| El Pinalete                    | 175        |
| Santa Catalina                 | 475        |
| Santo Domingo                  | 980        |
| Las Sorribas                   | 54         |
| Tierra de Costa                | 72         |
| TOTAL                          | 5448       |

## Economía
La economía está basada principalmente en la agricultura. Unas 300 hectáreas constituyen el total de las tierras labradas, de las cuales la mitad es de secano y la mitad de regadío. Las primeras se sitúan en las zonas media y alta y las de riego en la zona de costa.
La población de La Guancha que ejerce su actividad en el propio municipio se dedica casi exclusivamente a la agricultura de medianías. La práctica totalidad son pequeños propietarios que cultivan sus tierras en régimen familiar. Las papas, los frutales, la viña, etc., constituyen los cultivos principales. Las papas de secano son el producto agrícola más importante de la zona alta del municipio. Asimismo, la ganadería, que en otra época tuvo cierta relevancia, ha quedado reducida en la actualidad a la de autoconsumo.
Mención especial merece, no por su capacidad productiva pero sí por su tradición, la artesanía de La Guancha. La cestería, albardería y, sobre todo, los calados, a los cuales se ha dedicado una cooperativa.

#### Evolución de la deuda viva
El concepto de deuda viva contempla solo las deudas con cajas y bancos relativas a créditos financieros, valores de renta fija y préstamos o créditos transferidos a terceros, excluyéndose, por tanto, la deuda comercial.
| Gráfica de evolución de la deuda viva del ayuntamiento entre 2008 y 2021                             |
| |
| Deuda viva del ayuntamiento en miles de Euros según datos del Ministerio de Hacienda y Ad. Públicas. |

La deuda viva municipal por habitante a 31 de diciembre de 2021 ascendía a 0,0 €.

## Administración y política

### Gobierno municipal
La Guancha está regido por su Ayuntamiento, formado por el alcalde-presidente de la corporación y seis concejales, así como por otros seis concejales de la oposición.
| Periodo   | Nombre                        | Partido | Partido                                  |
| --------- | ----------------------------- | ------- | ---------------------------------------- |
| 1979-1983 | José Bernardo Grillo González |         | Agrupación Guanchera Independiente (AGI) |
| 1983-1999 | José Bernardo Grillo González |         | Partido Socialista Obrero Español (PSOE) |
| 1999-2015 | María Elena Luis Domínguez    |         | Coalición Canaria (CC)                   |
| 2015-2025 | Antonio Hernández Domínguez   |         | Partido Popular (PP)                     |
| 2025-act. | Alejandro Herrera Luis        |         | Coalición Canaria (CC)                   |

| Partido político | Partido político                                       | 1979   | 1983   | 1987   | 1991   | 1995   | 1999   | 2003   | 2007   | 2011   | 2015   | 2019   | 2023   |
| Partido político | Partido político                                       | Ediles | Ediles | Ediles | Ediles | Ediles | Ediles | Ediles | Ediles | Ediles | Ediles | Ediles | Ediles |
|                  | Agrupación Guanchera Independiente (AGI)               | 13     |        |        |        |        |        |        |        |        |        |        |        |
|                  | Agrupación Independiente Guanchera-Nueva Canarias (NC) |        |        |        |        |        |        |        |        |        | 1      |        |        |
|                  | Agrupación Tinerfeña de Independientes (ATI)           |        |        | 0      | 6      |        |        |        |        |        |        |        |        |
|                  | Centro Canario Nacionalista (CCN)                      |        |        |        |        |        |        |        | 1      | CC     |        |        |        |
|                  | Centro Democrático y Social (CDS)                      |        |        | 5      |        |        |        |        |        |        |        |        |        |
|                  | Coalición Canaria (CC)                                 |        |        |        |        | 5      | 8      | 9      | 8      | 7      | 5      | 5      | 6      |
|                  | Partido Popular (PP)                                   |        |        |        |        | 1      | 0      | 0      | 0      | 4      | 5      | 7      | 6      |
|                  | Partido Socialista Obrero Español (PSOE)               |        | 13     | 8      | 7      | 7      | 5      | 4      | 4      | 2      | 2      | 1      | 1      |

### Organización territorial
Se encuentra incluido en la Comarca de Icod-Daute-Isla Baja, salvo su superficie inmersa en los espacios naturales protegidos del parque nacional del Teide y de la Corona Forestal, que pertenecen a la Comarca del Macizo Central.
El municipio también forma parte de las mancomunidades del Norte de Tenerife y de San Juan de la Rambla-La Guancha.
Se encuentra dividido en trece entidades de población, algunas de las cuales se hallan a su vez divididas en otros núcleos de menor entidad:
| Denominación                   | Núcleos                    | Superficie |
| ------------------------------ | -------------------------- | ---------- |
| El Convento                    |                            | - km²      |
| Las Crucitas                   |                            | - km²      |
| La Guancha (capital municipal) |                            | - km²      |
| Hoya Los Pablos                |                            | - km²      |
| Llano de Méndez                |                            | - km²      |
| Lomo Blanco                    |                            | - km²      |
| Las Longueras                  |                            | - km²      |
| Las Montañetas                 |                            | - km²      |
| El Pinalete                    |                            | - km²      |
| Las Sorribas                   |                            | - km²      |
| Santa Catalina                 |                            | - km²      |
| Santo Domingo                  | Las Cucharas Santo Domingo | - km²      |
| Tierra de Costa                |                            | - km²      |
| Total                          | Total                      | 23,78 km²  |

## Servicios

### Carreteras
Al municipio se accede principalmente por la Autopista del Norte TF-5 y por la carretera de Los Realejos a Icod (por La Guancha) TF-342. También cuenta con carreteras secundarias que comunican las diferentes zonas de La Guancha entre sí o con otros municipios:
- TF-344 de Icod el Alto a La Guancha
- TF-351 de San Juan de la Rambla a La Guancha
- TF-353 de San José a La Guancha de Abajo

### Transporte público
La Guancha cuenta con dos paradas de taxis en la avenida de Villa Nueva y en la Rambla de Don Cristóbal Barrios Rodríguez.
En autobús —guagua— queda conectado por las siguientes líneas de TITSA:
| Línea | Trayecto                                                                     | Recorrido     |
| ----- | ---------------------------------------------------------------------------- | ------------- |
| 106   | Santa Cruz - Icod de los Vinos (exprés)                                      | Horario/Línea |
| 107   | Santa Cruz - Buenavista (por Aeropuerto Norte)                               | Horario/Línea |
| 108   | Santa Cruz - Icod de los Vinos (por Aeropuerto Norte)                        | Horario/Línea |
| 325   | Puerto de la Cruz - Acantilados de Los Gigantes (por Icod de los Vinos)      | Horario/Línea |
| 354   | Puerto de la Cruz - Icod de los Vinos (por La Guancha)                       | Horario/Línea |
| 363   | Puerto de la Cruz - Buenavista (por Icod de los Vinos)                       | Horario/Línea |
| 364   | Icod - Hospital del Norte - La Guancha - San Juan de la Rambla (por San José | Horario/Línea |

## Cultura

### Patrimonio
El barrio de Santa Catalina, situado en la costa, posee una muestra del uso de la piedra de cantería en la arquitectura popular canaria del siglo xvi. Se tiene conocimiento de la construcción de una ermita en el año 1510 estando ubicada en el lugar conocido por «puerta quemada» y fue arrasada por el aluvión de 1826. La moderna ermita de Santa Catalina está situada en la parte antigua del barrio y fue construida en 1878 en un entorno de arquitectura tradicional canaria.
- Iglesia parroquial del Dulce Nombre de Jesús, siglo xvi
- Ermita de Santa Catalina, siglo xix
- Mercado del Agricultor de La Guancha
- Bodegas Viñatigo
- Charco del Viento
- Área Recreativa Barranco de la Arena
- Bodega Vina La Guancha
- Zona recreativa El Pinalete

### Instalaciones culturales
Centro Cultural Unión y Fraternidad en el Casco.
Se realizan eventos con un ambiente exclusivo, elegante y un karaoke profesional. Cuenta con una variada oferta en música. Baila hasta el amanecer o disfruta de una noche tranquila con tus amigos.
Centro Cultural de Santo Domingo
En este centro se encuentra la Asociación de Vecinos La Costa de Santo Domingo. Se dan clases de manualidades, entre otras actividades. En el mismo se encuentra un bar-cafetería.
Centro Cultural XXV de Noviembre, Santa Catalina
Este centro es un punto de reunión de los vecinos del barrio de Santa Catalina, donde realizan actividades como jugar al dominó, jugar a las cartas, realizan vida social, entre otras actividades.
Centro Sociocultural El Farrobo
En el centro sociocultural El Farrobo se realizan comidas los fines de semana y es punto de reunión de los vecinos del barrio e incluso de otras zonas del pueblo.

### Fiestas
En el municipio de La Guancha se celebran diversas festividades, siendo días festivos locales el Martes de Carnaval, el 18 de enero (Conmemoración a la Virgen de la Esperanza, patrona municipal) y el tercer lunes del mes de agosto, denominado Lunes de las fiestas patronales.
A continuación se detalla el calendario festivo en el municipio:
| Celebración y lugar                                                                    | Fechas                         | Descripción |
| -------------------------------------------------------------------------------------- | ------------------------------ | --- |
| Festividad del XVIII de Enero en el Casco de La Guancha                                | 18 de enero                    | Esta celebración data del siglo XVI, siglo en el que según la tradición oral, sin especificar el año concreto, se vivieron en La Guancha días muy difíciles debido a diferentes movimientos de tierra, que sacudieron durante varias jornadas la localidad, lo que provocó que muchos vecinos se encomendaran a la Virgen de La Esperanza. En el momento en el que cesaron los movimientos, un 18 de enero, se sacó a la Virgen en procesión y el pueblo mediante voto, hizo la promesa de que cada año, ese día se celebraría su fiesta. Esta celebración se mantuvo como la fiesta patronal hasta que se cambia al mes de agosto por la meteorología. |
| Carnaval en todo el municipio                                                          | Febrero o marzo                | Las carnestolendas tienen su espacio en varios núcleos poblacionales del municipio; principalmente en Santa Catalina con la tradicional quema de la sardina, o en El Casco, lugar que recoge la mayoría de los actos programados. |
| Semana Santa en todo el municipio                                                      | Marzo o abril                  | Tradicionales celebraciones religiosas en Santo Domingo, Santa Catalina y el Casco. |
| Fiestas de San Jorge en El Farrobo                                                     | Segunda quincena de abril      | Abre la programación lúdico-festiva en el municipio, coincidiendo con la Pascua. |
| Fiesta de la Cruz en todo el municipio                                                 | 3 de mayo                      | Se engalanan y adornan todas las capillas de cruz que hay repartidas a lo largo del municipio. Una tradición muy arraigada en el tiempo. |
| Fiestas de Nuestra Señora de Coromoto en La Guancha de Abajo                           | Segunda quincena de mayo       | Lugares como la plaza de Venezuela, la ermita y sus alrededores son anfitriones de una de las primeras fiestas del año en el municipio. |
| Corpus Christi en Santo Domingo y el Casco                                             | Mayo o junio                   | Destaca en la celebración la elaboración de las tradicionales alfombras de tierras, flores y sales, que tapizan las principales calles tanto del barrio de Santo Domingo como en el Casco. |
| Fiestas de San Antonio de Padua en El Pinalete                                         | Segunda quincena de junio      | Destaca entre sus actos la popular Romería de San Antonio. |
| Fiestas del Carmen en Santo Domingo y el Casco                                         | 16 de julio                    | La veneración al Carmen en el municipio es variopinta, pero es en los núcleos del Casco y en el barrio de Santo Domingo donde cada 16 de julio se centran la mayoría de actos populares y religiosos. |
| Fiestas de Santo Domingo de Guzmán en el barrio de Santo Domingo                       | Primer fin de semana de agosto | Una de las fiestas con más arraigo popular en el municipio, las del patrón Domingo de Guzmán, en el barrio que lleva su nombre. |
| Fiestas patronales en el Casco de La Guancha                                           | Segunda quincena de agosto     | Destaca entre sus actos: la popular "Bajada de las Hayas" (segundo sábado del mes), el lunes de las fiestas patronales y la tradicional "Papada de Magos". |
| Actos en honor de la Virgen del Rosario en el Casco                                    | Primera quincena de octubre    | Destaca entre su programación la tradicional recreación de la "Batalla de Lepanto". |
| Fiestas de San Lucas y Santa Dorotea en Las Cucharas                                   | Segunda quincena de octubre    | De reciente incorporación al calendario festivo local, ya gozan de verdadera importancia en el municipio y alrededores. |
| Fiestas de Santa Catalina de Alejandría en Santa Catalina                              | Segunda quincena de noviembre  | Destaca entre su programación la popular "Bajada de la Rama" y los actos religiosos en honor a la patrona del barrio. |
| San Andrés en todo el municipio                                                        | 29 y 30 de noviembre           | La Guancha es un municipio que cuenta con buenas cosechas de vinos. Por esta fecha se abren las bodegas con los nuevos caldos y se celebra, entre los más jóvenes, el arrastre de las tablas por las empinadas calles del municipio. |
| Bajada y Fiestas Lustrales de la Virgen de la Esperanza en el barrio de Santa Catalina | Segunda quincena de noviembre  | La patrona del municipio es llevada en procesión desde su templo parroquial hasta el pequeño barrio de Santa Catalina donde permanece en el barrio alrededor de una semana, y posteriormente regresa hasta el casco del municipio. |
| Navidad y Reyes en todo el municipio                                                   | Diciembre y enero              | Los adornos, las luces, la celebración del Año Nuevo y la tradicional Cabalgata de Los Reyes Magos de Oriente son los actos protagonistas de esta época del año. |

### Religión
La población creyente del municipio profesa mayoritariamente la religión católica, estando repartida la feligresía en las parroquias de Santo Domingo de Guzmán y del Dulce Nombre de Jesús, pertenecientes al arciprestazgo de Icod de los Vinos de la diócesis de Tenerife.